# آدجوله
آدجوله (انگلیسی: Adjule) نام یک حیوان ناشناخته است که از راسته سگ‌سانان می‌باشد. این موجود ناشناخته را در آفریقای شمالی، صحرای بزرگ آفریقا در موریتانی مشاهده گردیده است. گفته می‌شود که مردم قوم طوارق این حیوانات را در سال ۱۹۲۸ میلادی پرورش می‌دادند. آدجوله مشخص نیست که آیا یک گونه ناشناخته از سگ است یا یک گونه از گرگها، تا به امروز دانشمندان حدس می‌زنند که این موجود باید یک جمعیت نایاب از سگ‌های وحشی آفریقایی باشد.